# SONG NOTE
『SONG NOTE』（ソングノート）は、2005年9月25日にconcent recordsよりリリースされた、日本のア・カペラ ヴォーカルグループ、SMOOTH ACEの4枚目のミニ・アルバムで、5曲を収録。ライヴ会場のみの販売商品。

## 収録曲
全曲 作詞：岡村玄、作曲：重住ひろこ、コーラス・アレンジ：Smooth Ace
1. 桜の咲く頃に
2. 夏色彩
3. 理由なきハーモニー
4. 桜の咲く頃に（アカペラ）

## 参加メンバー
重住ひろこ、岡村玄（vo, cho）、江草啓太（p&melodion）、権藤知彦（prg）、岡田健次良／ツヤトモヒコ（cho）

## スタッフ
プロデュース：Smooth Ace、レコーディング・エンジニア：権藤知彦、Smooth Ace、アート・ディレクション：解良大介

## 品番
CRCDR-0001